# Curculionoidea
Die Curculionoidea sind eine weltweit verbreitete Überfamilie der Käfer innerhalb der Teilordnung Cucujiformia. Neben den bekannten Rüsselkäfern und Borkenkäfern umfasst sie eine Reihe von Familien, die überwiegend früher als Teil der Rüsselkäfer betrachtet wurde. Die Überfamilie umfasst 62.000 Arten (Stand 2007), davon allein 51.000 Curculionidae (Rüsselkäfer im engeren Sinne). Man nimmt aber an, dass in dieser Familie besonders viele wissenschaftlich noch unbeschriebene Arten existieren, meist in den tropischen Regenwäldern, so dass die tatsächliche Artenzahl vermutlich ein Vielfaches davon beträgt. Die Anzahl und Abgrenzung der Familien der Curculionoidea ist innerhalb der Wissenschaft noch nicht endgültig geklärt und umstritten.

## Merkmale

### Käfer
Die Curculionoidea umfasst eine ungeheure Artenfülle an Käfern mit beinahe allen denkbaren Ab- und Umwandlungen des Körperbaus, von millimetergroßen Winzlingen bis hin zu Arten von etwa 10 Zentimeter Körperlänge. Allen gemeinsam ist eine Ernährung der Larven als Pflanzenfresser (Phytophage) oder, alternativ, von lebendem oder totem Holz.
Charakteristisches und auffallendstes gemeinsames Merkmal ist der Rüssel, anatomisch Rostrum genannt, eine Verlängerung der Kopfkapsel nach vorn oder unten, an dessen Spitze die Mundwerkzeuge liegen. Der Rüssel kann lang und dabei extrem dünn sein (bis mehrfach körperlang) oder kurz und gedrungen. Wenige Gruppen, insbesondere die Scolytinae (Borkenkäfer) und die Platypodinae (Kernholzkäfer) haben den Rüssel sekundär rückgebildet. Andererseits kommen rüsselartige Verlängerungen der Kopfkapsel auch bei anderen Familien vor, so dass der Rüssel allein kein sicheres Erkennungsmerkmal ist. Der hauptsächliche biologische Sinn der langen und dünnen Rüsselformen wird meist in der Eiablage gesehen. Das Weibchen kann mit seiner Hilfe einen langen und dünnen Hohlraum in Pflanzengewebe hineinfressen, in den es anschließend geschützt seine Eier (mit einem langen und flexiblen, ausstülpbaren Legerohr) ablegen kann. Dementsprechend ist der Rüssel zwischen den Geschlechtern oft verschieden ausgebildet (Sexualdimorphismus). An der Spitze des Rüssels sitzen die Mundwerkzeuge. Diese sind vom normalen, beißend-kauenden Typ, weisen aber eine Reihe charakteristische Umbildungen auf. Ein freies Labrum ist nur bei den ursprünglichen Familien Nemonychidae und Attelabidae ausgebildet, meist ist es mit dem Clypeus verschmolzen. Die Mandibeln sind fast immer vom normalen, beißenden Typ, sie können kurz und gedrungen oder lang und schlank sein. Bei vielen Curculionoidea weisen sie einen horn- oder zapfenförmigen Fortsatz auf der Außenseite auf, der nur beim frisch geschlüpften Käfer vorhanden ist und später (an einer Sollbruchstelle) abgeworfen wird, so dass nur eine raue Narbe zurückbleibt. Als Funktion des Fortsatzes gilt, dass die frisch geschlüpfte Imago sich aus ihrer Puppenkammer befreien kann. Einige Gruppen wie die Unterfamilie Rhynchitinae haben außen gezähnte (exodonte) Mandibeln. Bei der Gattung Curculio und Verwandten arbeiten die Mandibeln nicht gegeneinander, sondern werden auf und ab bewegt. Bei der Ausbildung von Labium und Maxillen gibt es zwei Typen. Entweder die Maxillen werden vom vergrößerten Prämentum des Labiums verdeckt, oder sie sitzen seitwärts des Prämentum an und sind von unten frei sichtbar. Während die Labialpalpen meist normal ausgebildet sind, sind die Maxillarpalpen bei allen außer den ursprünglichsten Familien zu einem kurzen und starren, eingliedrigem Fortsatz umgebildet. Die Antennen sitzen meist an der Seite des Rüssels, sie können auch an der Ober- oder Unterseite eingelenkt sein. Sie bestehen aus elf Gliedern (bei einigen Arten sekundär auch weniger). Die letzten drei Glieder sind in der Regel zu einer deutlichen, erweiterten Fühlerkeule umgebildet, die bei den Curculionidae eng geschlossen, bei den übrigen Familien eher locker gegliedert ist. Selten ist sie undeutlich, dann heben sich ihre Glieder durch matte Oberfläche von den glänzenden übrigen Segmenten ab. Bei den ursprünglichen Familien, nach diesem Merkmal als „Orthoceri“ bezeichnet (auch „Recticornes“), ist das Basisglied (Scapus) der Antenne kurz und die Antenne sitzt gerade daran an. Bei den abgewandelten „Gonatoceri“ (oder auch „Infracticornes“) ist der Scapus verlängert, die Fühlergeißel schließt daran mit einem deutlichen Winkel an (genauso wie der Fühlerbau der Ameisen). Diese gewinkelten („geknieten“) Fühler ermöglichen es dem Tier, die Oberfläche vor den Mundwerkzeugen zu untersuchen. Außerdem kann der Scapus zurückgeschlagen, oft sogar in eine Rinne des Rüssels eingelegt, werden, und ist so beim Ausnagen von Hohlräumen nicht im Wege. Am Kopf sitzt außerdem ein Paar Komplexaugen, das sehr vielgestaltig abgewandelt sein kann. Der Kopf wird fast immer vorgestreckt gehalten, so dass die Mundwerkzeuge nach vorn und nicht nach unten zeigen (prognath). Er ist dafür auf der Bauchseite durch ein zusätzliches Sklerit geschlossen, das als „Gula“ bezeichnet wird. Bei den Curculionoidea mit Ausnahme der basalen Familien ist die Gula aber ins Kopfinnere verlagert, so dass außen nur eine Naht sichtbar bleibt, oder ohne erkennbare Nähte mit der Kopfkapsel verschmolzen.
Die Curculionoidea sind meist hart sklerotisierte Tiere. Der Körperumriss ist meist oval, mit hochgewölbten Flügeldecken (Elytren) und flacher Unterseite. Die Flügeldecken schließen dabei fest an die übrige Körperkontur an. Bei ungeflügelten Tieren wie den Brachycerinae ist die Oberseite (Abdomen und hinterer Thoraxabschnitt) darunter sogar weichhäutig und nicht sklerotisiert. Bei einigen Gruppen, wie den Cryptorhynchini, können Beine und Rüssel in Aussparungen eingelegt werden, wodurch sich eine außen hart gepanzerte Form ohne Ansatzmöglichkeit für Räuber ergibt. Bei den morphologisch abgewandelten Familien ist die Bauchseite des Hinterleibs in Reaktion auf die Panzerung umgebildet. Die vorderen Sternite, zumindest das erste und zweite, sind fest und unbeweglich miteinander verwachsen. Das dritte und vierte Sternit bilden eine Art Scharniergelenk, die es dem Tier ermöglichen, das Hinterende (zum Kotabsetzen oder zur Eiablage) zu öffnen. Bei einigen Gruppen sind die Flügeldecken am Ende etwas verkürzt. Das letzte Tergit, dann „Pygidium“ genannt, liegt hier frei, es ist in diesem Falle ebenfalls hart sklerotisiert. Die Beine entsprechen weitgehend dem Grundbauplan der Insekten. Bei einigen Familien (z. B. Brentidae) ist der Trochanter auffallend verlängert, bei den Curculionidae ist er kurz und dreieckig mit gewinkeltem Ansatz der Schenkel. Oft sind die Schenkel (Femora) keulenförmig erweitert, manchmal gezähnt. Der Ansatz der Tarsen an die Schienen ist bei vielen Gruppen eigentümlich umgebildet, oft sitzen hier auffallende hakenförmige Fortsätze. Typisch ist der Bau der Tarsen. Diese sind fünfgliedrig, wobei das dritte Glied unten stark erweitert ist und einen auffallenden Haarbesatz trägt, der zum Festhalten auf glatten Oberflächen dient. Das vierte Glied ist stark verkürzt und weitgehend vom dritten verdeckt, aber nur sehr selten völlig rückgebildet oder verschmolzen. Nur die kleine Gruppe der Raymondionymini besitzen viergliedrige Tarsen.
Am Hinterleib der Curculionoidea sind fünf Sternite frei sichtbar. Der erste sichtbare Sternit ist dabei derjenige des dritten Segments, die ersten beiden sind reduziert und in der Höhlung der Hinterhüften verborgen. Dementsprechend sind sieben Tergite erkennbar, gelegentlich acht (nur bei den Weibchen der Nemonychidae neun). Der achte Sternit ist eingezogen und in der Genitalkammer verborgen. Bei den ursprünglichen Familien der Curculionoidea ist bei den Männchen auch das neunte Tergit innerhalb der Genitalkammer erhalten, es wird hier als „Tectum“ bezeichnet. Eine abgewandelte Gruppe zeichnet sich durch einen anderen Bau der Genitalsegmente des Männchens aus, bei dem das Tectum rückgebildet ist. Im Großen und Ganzen entsprechen die Familien mit Tectum denjenigen mit geraden Fühlern, die ohne Tectum denen mit geknieten Fühlern. Es gibt aber eine Gruppe von Unterfamilien (früher oft als Familien aufgefasst) mit geknieten Fühlern ohne Tectum (Nanophyinae, Brachycerinae (mit Erirhinini, Cryptolaryngini und Raymondionymini) und Dryophthorinae)
, deren taxonomische Stellung oft umstritten ist.

### Larven

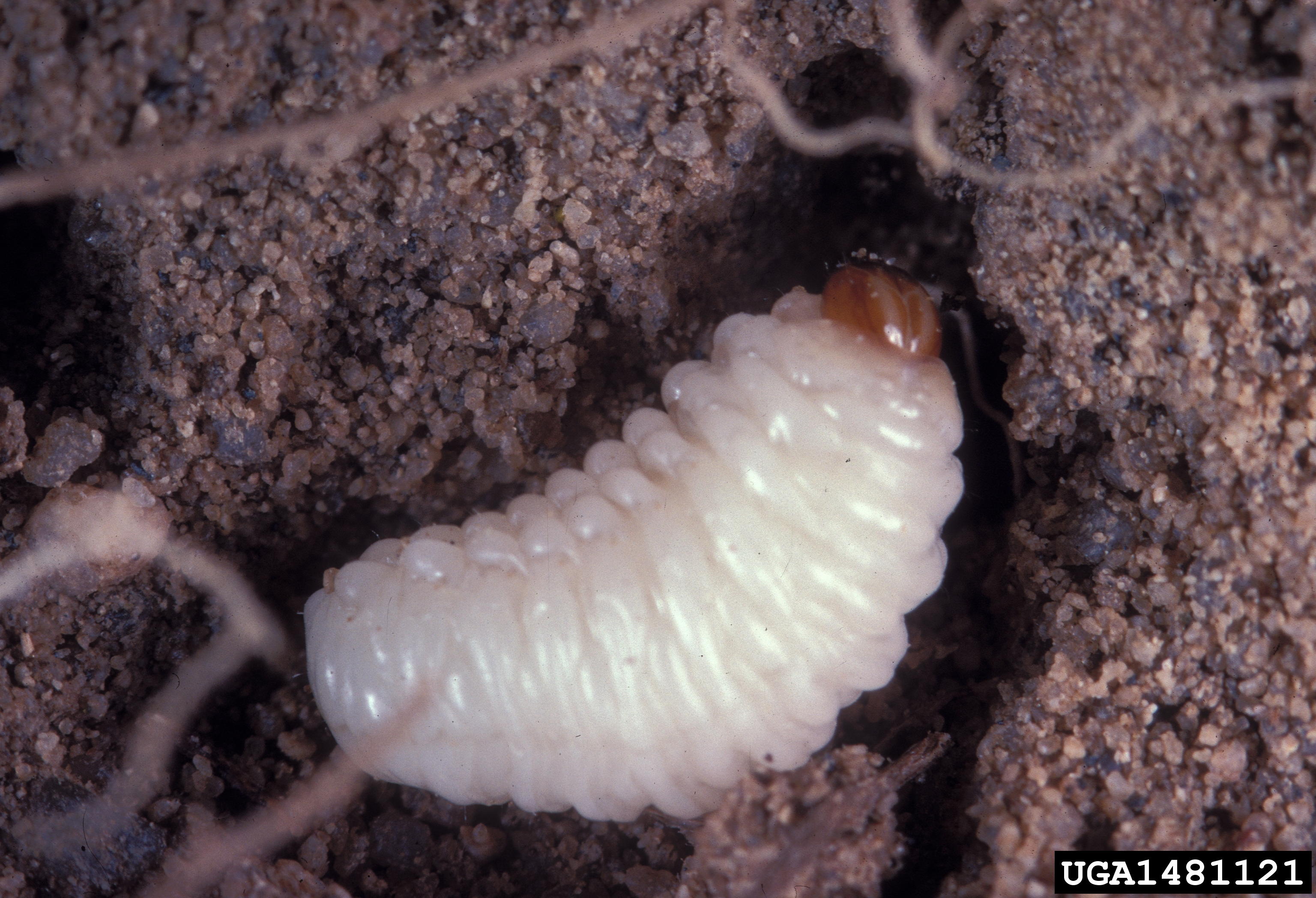
Larve von Baris strenua (Curculionidae)

Die Larven der Curculionoidea sind mehr oder weniger langgestreckt walzlich und in der Regel schwach bauchseitig eingekrümmt. Meist ist der gesamte Körper mit Ausnahme der Kopfkapsel und der Anhänge, zumindest aber der Hinterleib, weichhäutig und kaum sklerotisiert. Fast immer, mit Ausnahme einiger ursprünglicher Familien, sind sie beinlos. Zum Beispiel bei einigen Nemonychidae und Attelabidae kommen allerdings Larven mit mehrgliedrigen Beinen (mit einer Klaue am Ende) vor. Viele frei lebende Larven besitzen zur Fortbewegung warzige Fortsätze, die als „ambulatorische Ampullen“ bezeichnet werden. Die Larven der meisten Curculionoidea leben allerdings im Inneren von Pflanzengewebe oder Holz und besitzen keinerlei Fortsätze zur Bewegung. Sie können kriechen, indem sie sich im Inneren des Hohlraums abstützen und vorwärts stemmen. Meist ist der Körper dazu zusätzlich zur Segmentierung in sekundäre Ringel („Plicae“) gegliedert.
Die Larven besitzen eine deutlich sklerotisierte Kopfkapsel, die bei einigen Gruppen in den Rumpf zurückgezogen werden kann. Die Mundwerkzeuge sind nach unten gerichtet (hypognath). Larvenaugen (Stemmata) fehlen meist. Auch die Antennen sind weitgehend reduziert, meist bestehen sie aus einer unsklerotisierten, kissenförmigen, Struktur, die einen großen Sinneskegel und mehrere kleine Sensillen trägt. Unterhalb der Mundwerkzeuge ist ein stark sklerotisierter Fortsatz vorhanden, der aus dem umgebildeten Hypopharynx besteht. Die Larven besitzen in der Regel prominente, beißende Mandibeln. An den Maxillen sind die beiden Laden verschmolzen. In der Regel sitzen die Maxillen beiderseits seitwärts des Labium an und liegen in einer Ebene mit ihm. Es sind zwei- oder dreigliedrige Maxillar- und Labialpalpen vorhanden.
Am Hinterleib der Larven sitzen normalerweise acht Paare von Stigmen, die aber nicht immer alle funktionstüchtig sind. Bei vielen wasserlebenden Larvenformen weisen sie dornförmige Fortsätze auf. Diese dienen dazu, das Luftleitgewebe (Aerenchym) von Wasserpflanzen anzubohren. Fortsätze (Styli oder Urogomphi) am Hinterende der Larven sind niemals ausgebildet.

## Lebensweise
Curculionoidea sind in allen Lebensräumen verbreitet, in denen Pflanzen wachsen und Insekten überhaupt vorkommen können. Nahezu jede Pflanzenart wird von ihnen in unterschiedlichem Ausmaß befressen. Sehr viele Arten sind dabei auf eine oder wenige verwandte Pflanzenarten (monophag oder oligophag) spezialisiert. Einige Familien und Unterfamilien, besonders die Cossoninae, Scolytinae und Platypodinae bohren in Holz. Zum Aufschließen dieses schwierigen Substrats kultivieren sie holzabbauende Pilzarten, die sie meist in speziellen Strukturen am Körper mit sich führen.  Auch die meisten anderen daraufhin untersuchten Curculionoidea besitzen symbiontische Mikroorganismen, die die Verdauung unterstützen. Die meisten Larvenformen bohren im Inneren von Pflanzengewebe, nur wenige Formen leben frei auf der Oberfläche. Die adulten Käfer fressen normalerweise auch an Pflanzengewebe. Zahlreiche Formen ernähren sich von Pollen und besuchen dazu Blüten. Sie spielen aber für die Bestäubung, von wenigen Ausnahmen abgesehen, eine viel geringere Rolle als andere Gruppen, vor allem Hautflügler (Hymenoptera). Die Familie Attelabidae sticht Pflanzenteile an, um sie zu schwächen, damit die Larven sich darin besser entwickeln können. Falls es sich um Blätter handelt, werden sie von vielen Arten zu Blattwickeln gerollt. Zahlreiche Arten sind als Imagines und Larven bodenlebend, sie ernähren sich z. T. von Wurzeln, andere fressen Algen- oder Flechtenüberzüge.

## Systematik
Die Monophylie der Überfamilie Curculionoidea gilt allgemein als gut abgesichert und wird in keinem moderneren Werk bezweifelt. Als Schwestergruppe gilt die Überfamilie Chrysomeloidea (mit den großen Familien der Blattkäfer (Chrysomelidae) und der Bockkäfer (Cerambycidae)), mit denen sie den besonderen Bau der Tarsen gemeinsam haben. Die Gruppierung wird nach der Lebensweise als „Phytophaga“ bezeichnet. Ob die unbestreitbar eng verwandten Überfamilien wirklich Schwestergruppen sind, ist nach molekularen Stammbäumen (aufgrund des Vergleichs homologer DNA-Sequenzen) allerdings nicht gesichert.
Die traditionelle Untergliederung der Curculionoidea in Familien ist in den letzten Jahren aufgrund neuer Erkenntnisse, vor allem zur Morphologie, neu geordnet worden. Gruppen, die traditionell als Unterfamilien der Curculionidae geführt worden waren, wurden als eigene Familie ausgegliedert. So wurden aus der Unterfamilie Apioninae zunächst die Familie Apionidae, die schließlich in die Brentidae (Langkäfer) eingegliedert wurde. Auch die Blattroller waren ursprünglich Teil der Curculionidae. Sie wurden zunächst in Form von zwei Familien (Attelabidae und Rhynchitidae) ausgegliedert. Inzwischen sind sie als Familie Attelabidae vereint.
Gleichzeitig wurden die traditionellen Familien Scolytidae und Platypodidae (Borken- und Kernkäfer), die sich vor allem durch den fehlenden Rüssel auszeichnen, als Unterfamilien in die Curculionidae eingegliedert.
Zurzeit sind nebeneinander zwei Systeme in Gebrauch, eines mit 16 enger abgegrenzten Familien (plus zwei ausgestorbenen, die nur fossil bekannt sind), eines mit nur 8 weiter abgegrenzten Familien. Der Unterschied zwischen beiden beruht dabei in den meisten Fällen weniger auf völlig unterschiedlichen phylogenetischen Systemen, sondern mehr in einem unterschiedlichen Verständnis der Rangstufen, so dass die Meinungsunterschiede geringer sind als zunächst anzunehmen. Das enger untergliedernde System beruht auf dem Katalog von Alonso-Zarazaga und Lyal; es wurde für die meisten aktuelleren deutschsprachigen Veröffentlichungen herangezogen. Die andere Unterteilung nach Oberprieler, Marvaldi und Anderson ist mindestens ebenso verbreitet.
Im Katalog der paläarktischen Rüsselkäfer folgen Alonso-Zarazaga und Lyal zumindest auf Familienebene der Klassifikation von Oberprieler, Marvaldi und Anderson. Es ist daher davon auszugehen, dass sich diese Klassifikation etablieren wird.
Problematisch ist immer noch die Untergliederung innerhalb der Familien, insbesondere innerhalb der riesigen Familie der Curculionidae. Zahlreiche der traditionellen Unterfamilien sind beinahe mit Sicherheit polyphyletisch, werden aber weiter verwendet, weil bisher niemand ein besseres System vorstellen konnte. Hier sind auch in Zukunft weiter konkurrierende Klassifikationen und Änderungen zu erwarten.
Die folgende Auflistung richtet sich nach dem Handbook of Zoology, das auf der Klassifikation durch Oberprieler, Marvaldi und Anderson aufbaut und im Wesentlichen auch von den Autoren des Palearctic Catalogue übernommen wurde.
- Nemonychidae
  - Nemonychinae
  - Rhinorhynchinae
  - Cimberidinae
- Anthribidae (Breitrüssler)
  - Urodontinae
  - Anthribinae
  - Choraginae
- Belidae
  - Belinae
  - Oxycoryninae
- Attelabidae (Blattroller und Fruchtstecher)
  - Rhynchitinae
  - Attelabinae
- Caridae
- Brentidae (Langkäfer)
  - Ithycerinae
  - Microcerinae
  - Eurhynchidae
  - Brentinae
  - Apioninae (Spitzmausrüssler)
  - Nanophyinae (Zwergrüssler)
- Curculionidae (Rüsselkäfer „im engeren Sinne“)
  - Dryophthorinae
  - Platypodinae (Kernkäfer)
  - Brachycerinae
  - Cyclominae
  - Entiminae
  - Curculioninae
  - Molytinae (incl. „Cryptorhynchinae“, die nicht monophyletisch sind)
  - Conoderinae (incl „Ceutorhynchinae“, „Baridinae“ und „Orobitidinae“ jeweils als Übertribus)
  - Cossoninae
  - Scolytinae (Borkenkäfer)
  - Unterfamilien mit unklarem Status: Lixinae, Mesoptiliinae, Bagoinae, Gonipterinae, Hyperinae

## Fossilien und Evolution
Die ältesten Fossilien, die der Überfamilie zugeordnet werden können, stammen aus dem Jura. Sie wurden in der Fossillagerstätte Karatau (heutige Schreibweise Qaratau) in Kasachstan gefunden, aus der bereits fast 50 Arten entdeckt worden sind (einige noch unbeschrieben). Noch ältere Funde aus der Trias werden der ausgestorbenen Familie Obrieniidae zugeordnet, die, obwohl sie einen Rüssel und gekeulte Fühler aufweist, heute nicht mehr als zu den Curculionoidea gehörig betrachtet wird. Die Obrieniidae waren vermutlich Archostemata, die Rüsselbildung erfolgte wohl konvergent. Bei den fossilen Curculionoidea sitzt der Rüssel an der Unterseite des Kopfes an. Die meisten Fossilien können nach ihrer Merkmalsausprägung in die rezente Familie Nemonychidae eingeordnet werden, repräsentieren aber ausgestorbene Unterfamilien. Einige fossile Arten derselben Lagerstätte wurden der Familie Belidae zugeordnet. Möglicherweise handelt es sich aber um Stammgruppenvertreter (der Unterfamilie Eobelinae), von der zahlreiche der modernen Familien abstammen. Aus der Kreide liegen zahlreiche Fossilien vor, insbesondere konserviert in Bernstein, der erstmals in dieser Epoche auftrat. Aus burmesischem Bernstein der frühen Kreide stammt auch der erste Rüsselkäfer mit geknieten Antennen.
Die fossilen Curculionoidea aus Jura und Kreide sind vermutlich ausschließlich oder weit überwiegend an Gymnospermen als Nahrungspflanzen gebunden. Die überlebenden Vertreter der damals verbreiteten Familien, die heute artenarme Reliktgruppen bilden, sind überwiegend an Nadelbäume gebunden. Zahlreiche Forscher vertreten die Hypothese, dass der große Artenreichtum der heutigen Curculionoidea (und auch der Chrysomeloidea) auf die Entstehung der Angiospermen in der Kreide zurückgeht. Die ersten Arten, die als Pflanzenfresser an diese übergegangen seien, hätten fast keine Konkurrenten besessen und hätten anschließend, gemeinsam mit ihren Nahrungspflanzen, eine rapide adaptive Radiation durchmachen können. Diese Hypothese, obwohl im Prinzip überzeugend, wird von einigen Forschern aber für nicht ausreichend belegt und letztlich unbeweisbar gehalten.